# استخوانمند
استخوانمند (نام علمی: Oestophora) نام یک سرده از زیرراسته شکم‌پایان سیگمورثرا است.